# Sougé-le-Ganelon
Sougé-le-Ganelon est une commune française, située dans le département de la Sarthe en région Pays de la Loire, peuplée de 832 habitants.
La commune fait partie de la province historique du Maine.

## Géographie
Le territoire couvre 1 811 hectares.
Sougé-le-Ganelon a la particularité d’avoir deux agglomérations séparées de 3 km : le bourg et ses services, le Gué-Ory et son pôle industriel.
La Sarthe traverse la commune sur 7 km et sert de limite avec les communes de Saint-Léonard-des-Bois, Saint-Paul-le-Gaultier, Saint-Georges-le-Gaultier, Douillet-le-Joly et Assé-le-Boisne.
Les hameaux de la Chapelle, la Rivière et la Bussonnière sont encore assez peuplés.

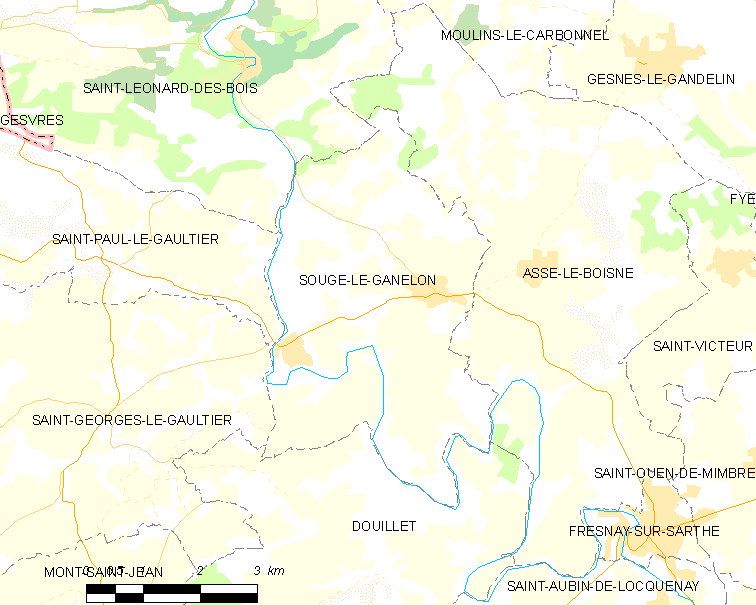
Carte de la commune.
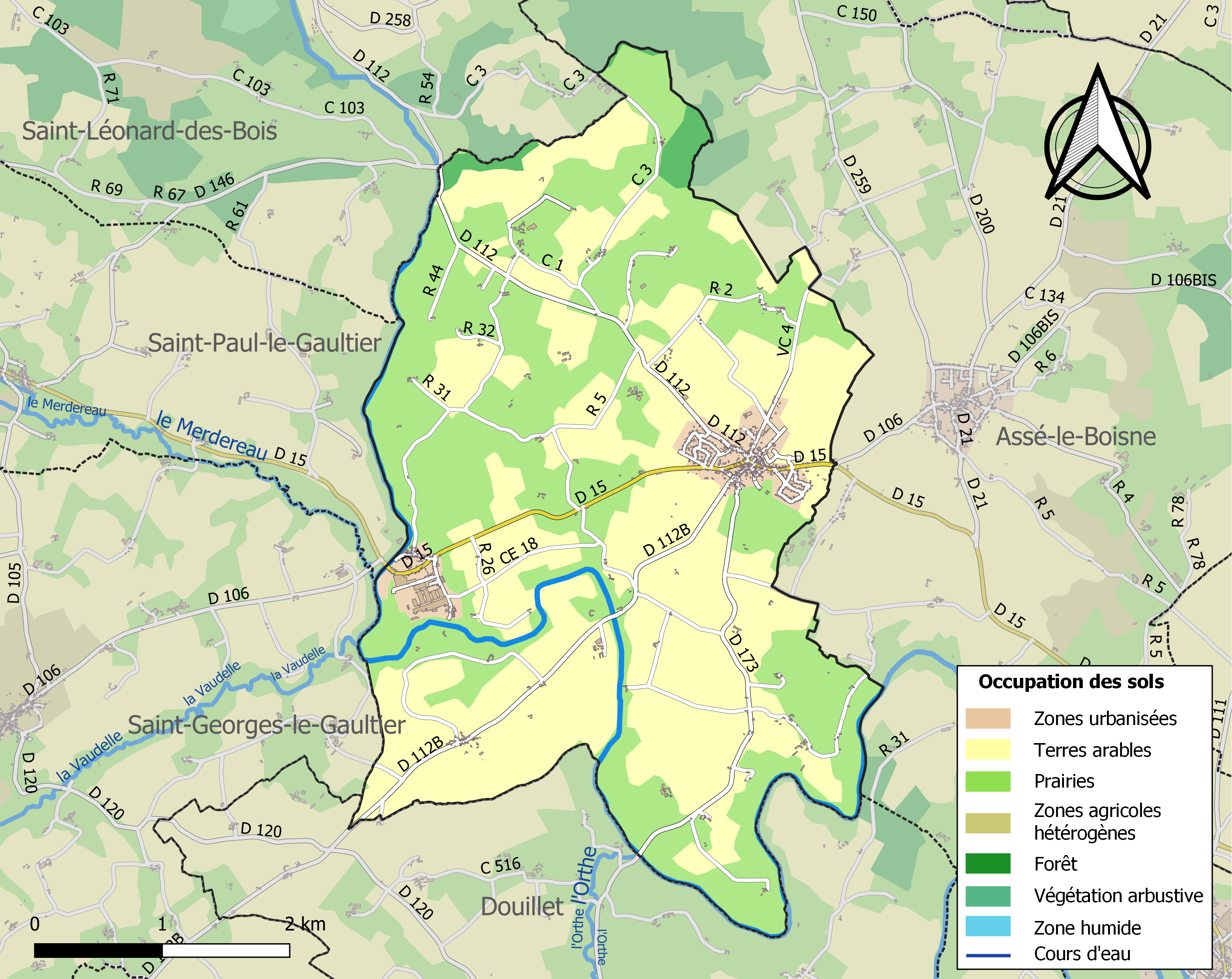
Carte des infrastructures et de l'occupation des sols de la commune en 2018 (CLC)

| Saint-Léonard-des-Bois    | Assé-le-Boisne   | Assé-le-Boisne           |
| Saint-Paul-le-Gaultier    | Sougé-le-Ganelon | Assé-le-Boisne           |
| Saint-Georges-le-Gaultier | Douillet         | Assé-le-Boisne, Douillet |

### Climat
Pour des articles plus généraux, voir Climat des Pays de la Loire et Climat de la Sarthe.
En 2010, le climat de la commune est de type climat océanique altéré, selon une étude du CNRS s'appuyant sur une série de données couvrant la période 1971-2000. En 2020, Météo-France publie une typologie des climats de la France métropolitaine dans laquelle la commune est dans une zone de transition entre le climat océanique et le climat océanique altéré et est dans une zone de transition entre les régions climatiques « Normandie (Cotentin, Orne) » et « Moyenne vallée de la Loire ». 
Pour la période 1971-2000, la température annuelle moyenne est de 10,9 °C, avec une amplitude thermique annuelle de 14,1 °C. Le cumul annuel moyen de précipitations est de 767 mm, avec 12,4 jours de précipitations en janvier et 7,4 jours en juillet. Pour la période 1991-2020, la température moyenne annuelle observée sur la station météorologique de Météo-France la plus proche, « Saint Germain_sapc », sur la commune de Fresnay-sur-Sarthe à 6 km à vol d'oiseau, est de 11,9 °C et le cumul annuel moyen de précipitations est de 695,6 mm,. Pour l'avenir, les paramètres climatiques de la commune estimés pour 2050 selon différents scénarios d'émission de gaz à effet de serre sont consultables sur un site dédié publié par Météo-France en novembre 2022.

## Urbanisme

### Typologie
Au 1er janvier 2024, Sougé-le-Ganelon est catégorisée commune rurale à habitat dispersé, selon la nouvelle grille communale de densité à sept niveaux définie par l'Insee en 2022.
Elle est située hors unité urbaine. Par ailleurs la commune fait partie de l'aire d'attraction d'Alençon, dont elle est une commune de la couronne,. Cette aire, qui regroupe 89 communes, est catégorisée dans les aires de 50 000 à moins de 200 000 habitants,.

### Occupation des sols
L'occupation des sols de la commune, telle qu'elle ressort de la base de données européenne d’occupation biophysique des sols Corine Land Cover (CLC), est marquée par l'importance des territoires agricoles (94,6 % en 2018), en diminution par rapport à 1990 (95,6 %). La répartition détaillée en 2018 est la suivante : 
terres arables (49,6 %), prairies (44,9 %), zones urbanisées (4 %), forêts (1,4 %).
L'IGN met par ailleurs à disposition un outil en ligne permettant de comparer l’évolution dans le temps de l’occupation des sols de la commune (ou de territoires à des échelles différentes). Plusieurs époques sont accessibles sous forme de cartes ou photos aériennes : la carte de Cassini (XVIIIe siècle), la carte d'état-major (1820-1866) et la période actuelle (1950 à aujourd'hui).

## Toponymie
1400 : Soulgé le Ganeron. « Ganeron » vient du seigneur de l’époque : Garinus de Sougeyo.
1404 : Sougé le Ganeron (perte du l).
1715 :  Sougé-le-Ganelon : appellation actuelle.

## Histoire
Le prieuré Saint-Martin est fondé en 835.
En 1527, Samson Fouque, maître des « Forges de Monnaie » à Sougé, crée celles de la Gaudinière. En 1562, les Huguenots incendient l’église Saint-Martin. L’église Saint-Martin est à nouveau incendiée en 1871 par les Prussiens ainsi que quelques maisons du bourg.
Le 28 janvier 1871, piloté par un marin nommé Auguste Tristan, le dernier ballon (le général Cambronne), parti de Paris assiégée par les Prussiens, atterrit près de Peigné. Il transporte, entre autres, une dépêche de la direction des Postes et une du ministère de l’Agriculture concernant le ravitaillement de Paris.
Des arbres de la liberté ont été plantés au lieu-dit Mortefontaine en 1990.[pertinence contestée]

## Politique et administration
| Période    | Période    | Identité            | Étiquette | Qualité               |
| ---------- | ---------- | ------------------- | --------- | --------------------- |
| 1985       | 1995       | Gilbert Chauveau    |           |                       |
| 1995       | mars 2001  | Paulette Chauveau   |           | Professeur des écoles |
| mars 2001  | avril 2011 | Jean-Claude Lebossé | SE        | Professeur des écoles |
| avril 2011 | En cours   | Philippe Rallu      | SE        | Cadre administratif   |

## Démographie
L'évolution du nombre d'habitants est connue à travers les recensements de la population effectués dans la commune depuis 1793. Pour les communes de moins de 10 000 habitants, une enquête de recensement portant sur toute la population est réalisée tous les cinq ans, les populations de référence des années intermédiaires étant quant à elles estimées par interpolation ou extrapolation. Pour la commune, le premier recensement exhaustif entrant dans le cadre du nouveau dispositif a été réalisé en 2005.
En 2022, la commune comptait 832 habitants, en évolution de −7,86 % par rapport à 2016 (Sarthe : −0,25 %, France hors Mayotte : +2,11 %).
| 1793  | 1800  | 1806  | 1821  | 1831  | 1836  | 1841  | 1846  | 1851  |
| ----- | ----- | ----- | ----- | ----- | ----- | ----- | ----- | ----- |
| 1 257 | 1 232 | 1 408 | 1 480 | 1 536 | 1 556 | 1 450 | 1 488 | 1 493 |

| 1856  | 1861  | 1866  | 1872  | 1876  | 1881  | 1886  | 1891  | 1896  |
| ----- | ----- | ----- | ----- | ----- | ----- | ----- | ----- | ----- |
| 1 487 | 1 487 | 1 491 | 1 265 | 1 222 | 1 163 | 1 158 | 1 173 | 1 122 |

| 1901  | 1906  | 1911  | 1921 | 1926 | 1931 | 1936 | 1946 | 1954 |
| ----- | ----- | ----- | ---- | ---- | ---- | ---- | ---- | ---- |
| 1 146 | 1 143 | 1 129 | 868  | 905  | 921  | 924  | 891  | 893  |

| 1962 | 1968 | 1975 | 1982 | 1990 | 1999 | 2005 | 2006 | 2010 |
| ---- | ---- | ---- | ---- | ---- | ---- | ---- | ---- | ---- |
| 884  | 856  | 838  | 793  | 723  | 810  | 959  | 971  | 900  |

| 2015 | 2020 | 2022 | - | - | - | - | - | - |
| ---- | ---- | ---- | - | - | - | - | - | - |
| 905  | 847  | 832  | - | - | - | - | - | - |

## Lieux et monuments
- L’église Saint-Martin a une origine fort ancienne (XIe et XIIe siècles). Comme beaucoup d’églises rurales de la région, elle illustre les multiples transformations architecturales subies au cours des siècles.

La nef actuelle remonte à l’époque romane (XIIe siècle).
Deux siècles séparent cette restauration de l’adjonction d’une petite sacristie (1699-1700).
En 1847, une nouvelle chapelle est construite et réservée aux forgerons de la Gaudinière.
En 1900, un clocher neuf à ossature métallique, avec une flèche en ardoise, remplace le vieux clocher en bâtière effondré. Cette construction fait disparaître la façade romane.
- Le prieuré Saint-Martin dépendait du monastère de la Couture du Mans. Sa tour hexagonale à angles de pierre de roussard est visible de la route de Saint-Léonard-des-Bois. Face à l’église, ses fenêtres à meneaux, surmontées d’importantes coquilles, rappellent le pèlerinage de Saint-Jacques-de-Compostelle. Propriété privée non visitable.
- Le dolmen.
- L'hôtel à insectes.

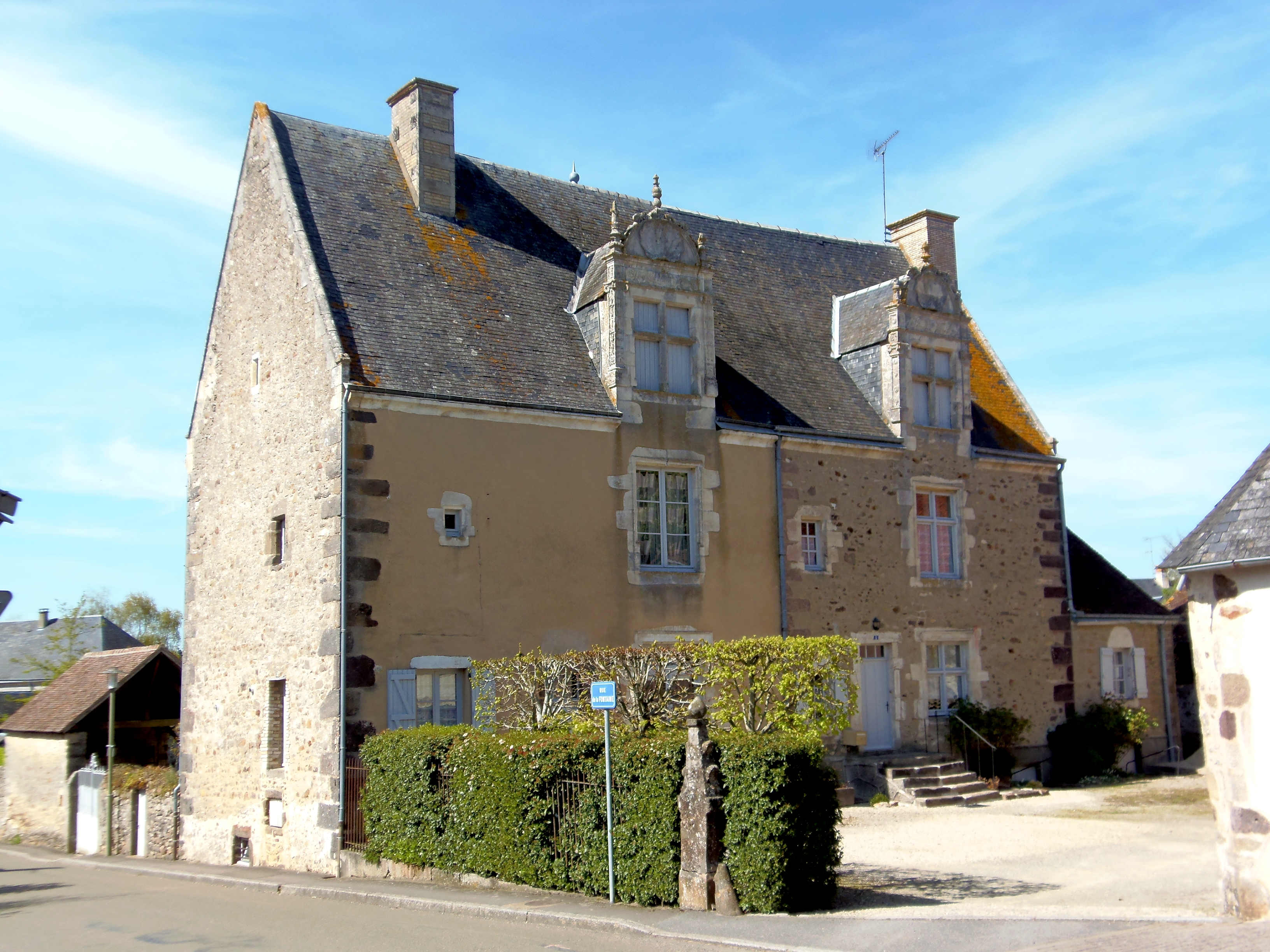
Le prieuré Saint-Martin.
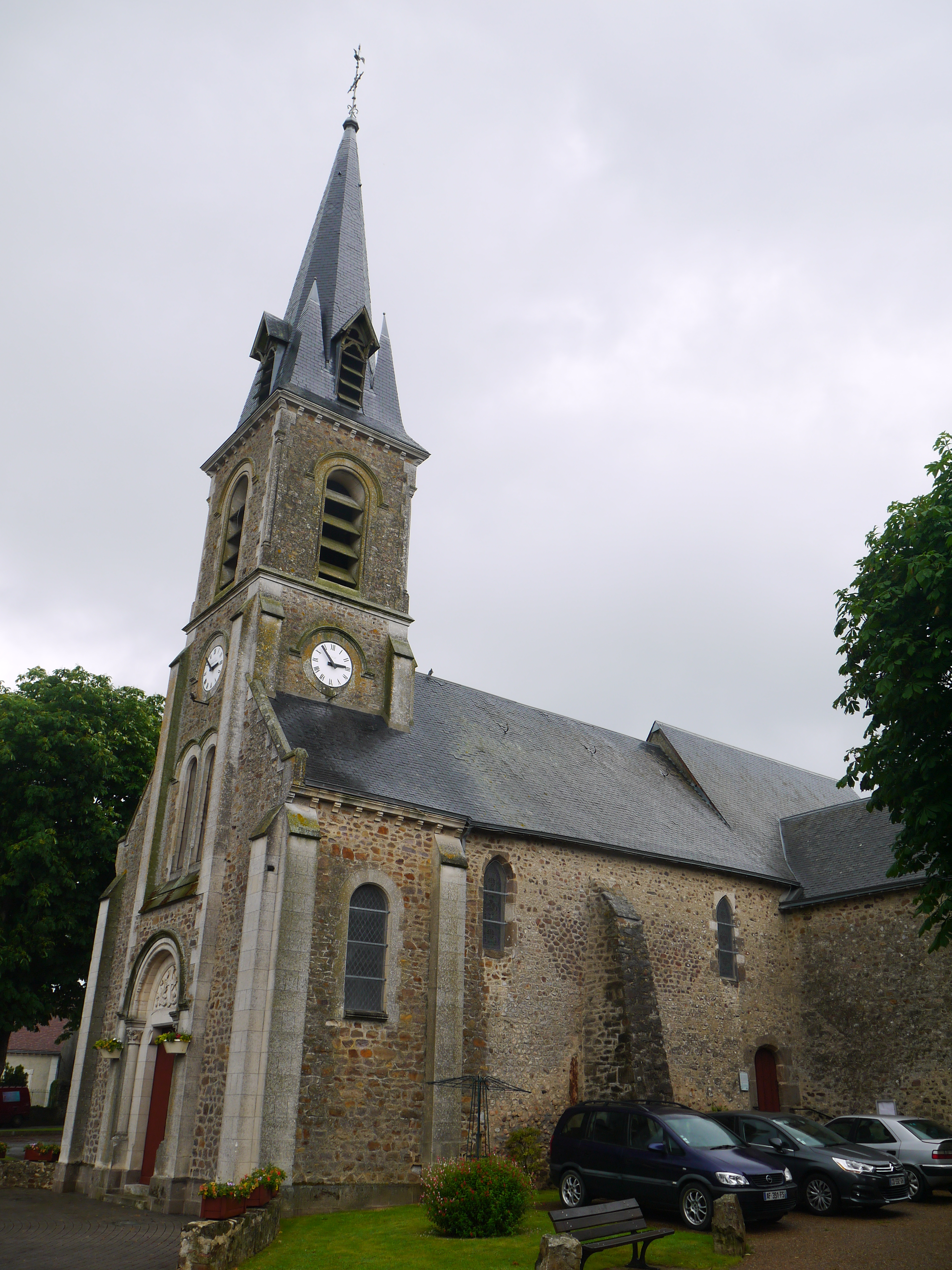
L'église Saint-Martin.
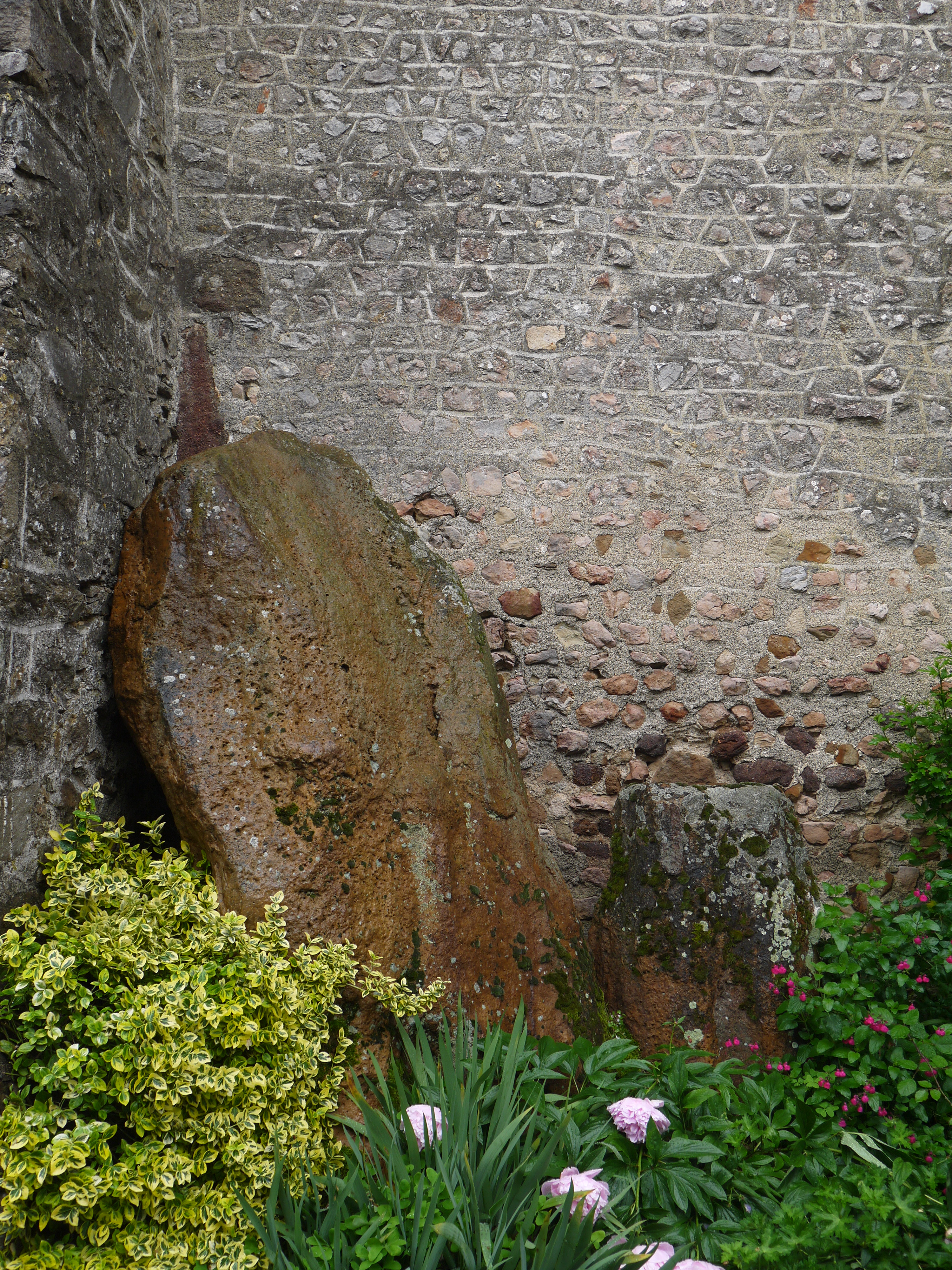
Le dolmen.
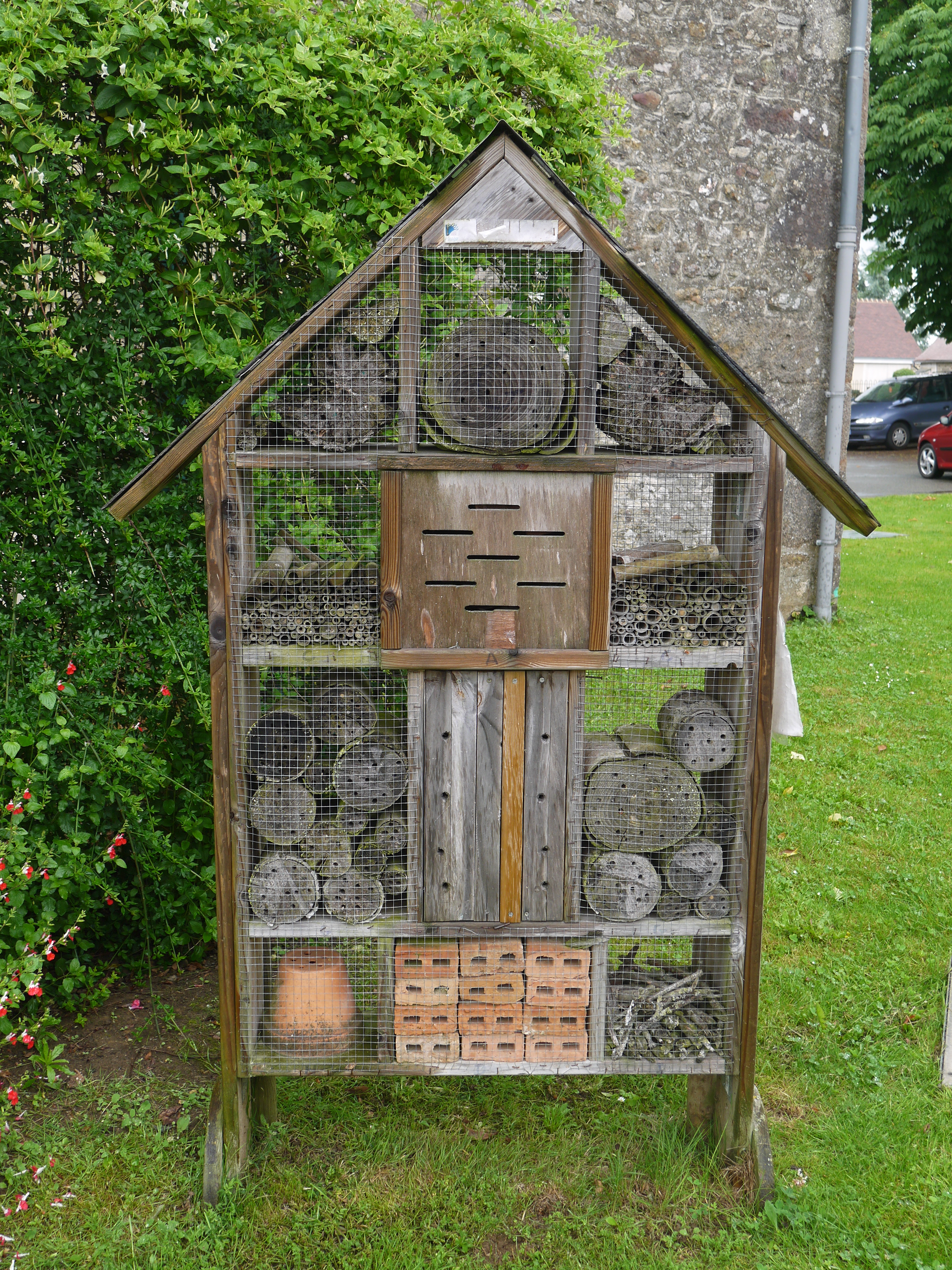
L'hôtel à insectes.

## Personnalités liées à la commune
Robert Tournelle fut maire de Sougé-le-Ganelon pendant l'entre-deux-guerres.
Durant la Première Guerre mondiale, il fut affecté au 44e régiment d'artillerie du Mans. Il revint indemne de ce conflit.
À l'arrivée des Allemands en 1940, il refusa de saluer le drapeau nazi sur la place du village, ce qui lui valut les foudres des envahisseurs. Devant leur comportement, il décida de créer un des premiers réseaux de résistance de l'Ouest de la France situé au lieu-dit la Chapelle dans la commune de Sougé.
En famille et avec d'autres habitants de sa commune et des environs, son réseau eut pour tâche de récupérer des armes parachutées par les Anglais en vue d'alimenter d'autres maquis (certains venaient de Lyon) et d'en cacher d'autres afin d'aider les Alliés au moment de la Libération.
Il fut dénoncé et arrêté dans la nuit du 29 au 30 avril 1944 avec, entre autres, son fils Bernard et ils furent torturés pendant plusieurs semaines à Fresnay-sur-Sarthe par la milice française avant d'être déportés en Allemagne. Il mourut quelques semaines avant la libération de son camp par les Russes.
Des membres de sa famille déportés avec lui, seul son fils Bernard revint vivant.
Son portrait trône en bonne place au côté de celui du président de la République dans la mairie de Sougé, un monument aux morts porte son nom, et une plaque à son nom figure également dans l'église de la commune.